# Burmistrz poznański

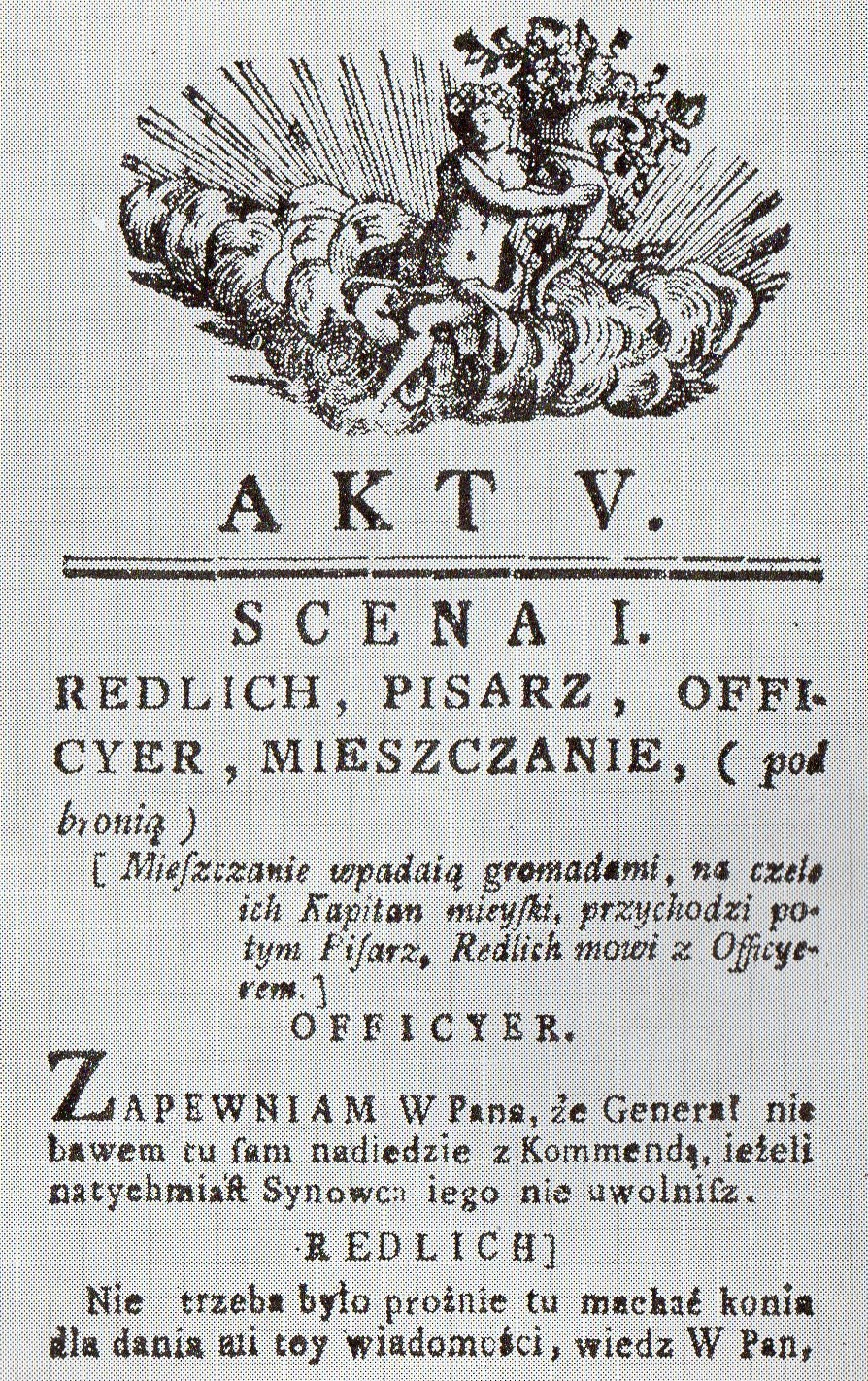
Stronnica pierwodruku dzieła

Burmistrz poznański (Burmistrz poznański. Komedia w pięciu aktach) – polska sztuka teatralna (komedia) autorstwa Jana Baudouina.
Wystawiona po raz pierwszy w Warszawie 25 listopada 1782 (Teatr Narodowy) i wydana drukiem krótko po tym terminie. Sztuką uczczono, obchodzoną corocznie z dużym rozmachem, rocznicę koronacji Stanisława Augusta Poniatowskiego, króla bardzo popularnego w Poznaniu. Dzieło było pochwałą tego monarchy, jako mądrego i sprawiedliwego władcy.

## Osoby i akcja
- Redlich – kupiec i fabrykant poznański, uosobienie mieszczańskiej szlachetności oraz dojrzałości patriotycznej i obywatelskiej. Z powyższych względów wybrany na burmistrza Poznania,
- Eufrozyna – córka Redlicha, zakochana w Maurycym,
- Maurycy – kapitan regimentu wojsk, przybyły do Poznania z Warszawy.

Maurycy uprowadza Eufrozynę z miłości, w czym pomaga mu sierżant Donnerwetter. Porwanie udaremniają jednak mieszczanie pod wodzą Maurylego, brata Eufrozyny. Od tego momentu zaczyna się konflikt pomiędzy dwoma systemami prawnymi: prawem miejskim (porwanie obywatela) i wojskowym (Mauryli, żołnierz, napadł na swego oficera – Donnerwettera). Dla wojskowych hańbą jest bycie sądzonymi przez mieszczan. Sytuacja grozi prawie lokalną rewolucją, a na pewno poważnymi rozruchami antywojskowymi. Burmistrz Redlich ostatecznie łagodzi konflikt, oddając dobrowolnie syna pod sąd wojskowy, w zamian oczekując, by szlachta i wojsko uznały autonomię mieszczan poznańskich. Jako że sztuka jest komedią, to zakończenie jest pogodne. Wszystko kończy się ślubem Eufrozyny i Maurycego. Generał Kulawski rezygnuje z sądu wojskowego, a Redlich z miejskiego. Na decyzjach zaważyła też obawa przed arbitrażem królewskim, gdyż Stanisław August właśnie przybywa do Poznania.

## Kontekst
Dzieło jest wolnym i adaptowanym do polskich warunków tłumaczeniem francuskiej sztuki Le Paysan Magistrat Comédie en cinq actes en prose autorstwa Jeana-Marie Collot d’Herbois, który z kolei zaadaptował XVII-wieczną sztukę hiszpańską Pedro Calderóna de la Barki El alcade de Zalamea (Alkad z Zalamei). Wydanie było formalnie anonimowe (nie wymieniano Jana Baudouina) i dedykowane Marii Annie Lubomirskiej.
Poznań przedstawiony w sztuce nie jest miastem, jakim wtedy faktycznie był pod względem ustrojowym i prawnym, a raczej miastem idealnym, postulowanym przez reformatorów I Rzeczypospolitej. Bohaterowie to także pewne archetypy – żołnierze warszawscy to np. osoby pozbawione elementarnych norm moralnych i honorowych, a dziewczęta poznańskie to niedostępne piękności o niespotykanej urodzie. Autor atakuje w dziele szerokie prerogatywy dla wojska, które było według niego zdemoralizowane i rozpasane.
Sztukę wystawiano w Warszawie, natomiast nie ma żadnych bezpośrednich dowodów, że była też grana w Poznaniu, co jednak, teoretycznie było możliwe. W 1786 Józef Srokowski, jeden z twórców zawodowego teatru w Poznaniu, napisał libretto do opery Donnerwetter, czyli kapral na rabunku, której tekst nie zachował się do czasów obecnych.

## Dzieło współcześnie
Burmistrza poznańskiego wystawiono po II wojnie światowej w Teatrze im. Aleksandra Fredry w Gnieźnie. Premiera miała miejsce 13 maja 1972. Reżyserem był Wojciech Jesionka. Redlicha zagrał Edmund Derengowski, Eufrozynę Krystyna Drozdowska, a Maurycego Adam Sirko.